# Großsteingrab Store Havelse 3
Das Großsteingrab Store Havelse 3 war eine megalithische Grabanlage der jungsteinzeitlichen Nordgruppe der Trichterbecherkultur im Kirchspiel Ølsted in der dänischen Kommune Halsnæs. Es wurde im 19. oder frühen 20. Jahrhundert zerstört.

## Lage
Das Grab lag westsüdwestlich von Store Havelse in Ølsted Sydstrand hinter dem heutigen Haus Lille Strandvej 11. In der näheren Umgebung gibt bzw. gab es mehrere weitere megalithische Grabanlagen.

## Forschungsgeschichte
Im Jahr 1887 führten Mitarbeiter des Dänischen Nationalmuseums eine Dokumentation der Fundstelle durch. Zu dieser Zeit war die Anlage bereits weitgehend zerstört. Bei einer weiteren Dokumentation im Jahr 1942 waren keine baulichen Überreste mehr auszumachen.

## Beschreibung
Die Anlage besaß eine nord-südlich orientierte rechteckige Hügelschüttung mit einer Länge von 16,5 m und einer Breite von 11,5 m. Von der Umfassung waren 1887 noch sechs Steine an der Westseite und vier an anderer Stelle erhalten. Über eine Grabkammer ist nichts bekannt; allerdings war der Hügel 1887 stark bewachsen, sodass unklar ist, ob die Kammer bereits zerstört oder nur nicht erkennbar war.